# Benkó Barbara
Benkó Barbara (Budapest, 1990. január 21. –) magyar hegyikerékpáros olimpikon.
Úszóként kezdett sportolni, 2000-ben lett kerékpárversenyző. A Pilis Cross Country Club sportolója volt. 2007-ben junior Európa-bajnoki ezüstérmes lett, amely a szakág hazai történetének addigi legjobb eredménye volt. Ugyanebben az évben a junior világbajnokságon hetedik helyen végzett. 2008-ban az LTV-Merida Racing csapatához szerződött. Áprilisban junior világkupa-versenyt nyert. A junior Eb-ről ötödik hellyel térhetett haza. A junior vb-n második helyezést ért el. 2009-től német Rothaus-Cube versenyzője lett. Az U23-as világbajnokságon hatodik helyen ért a célba. 2010-ben ötödik volt az U23-as Európa-bajnokságon. A korosztály világbajnokságán hetedik helyen végzett. 2011-ben Focus MIG. Team tagja lett. Az U23-as világbajnokságon bukott és feladta a versenyt. 2012-ben a magyar válogatóversenyeken eldőlt, hogy Benkó indulhat az olimpián, ha Magyarország indulási jogot szerez. Júniusban a Nemzetközi Kerékpáros Szövetség (UCI) biztosította a kvótát Magyarország részére.
A 2012-es londoni olimpián váltóhiba hátráltatta, így csak a 27. helyet tudta megszerezni.

## Díjai, elismerései
- Az év magyar kerékpározója (hegyikerékpár) (2007, 2008, 2009, 2011, 2017)
- Az év magyar kerékpározója (terep) (2009)
- Pilisvörösvárért emlékérem (2008)[2]